# Saeujeot

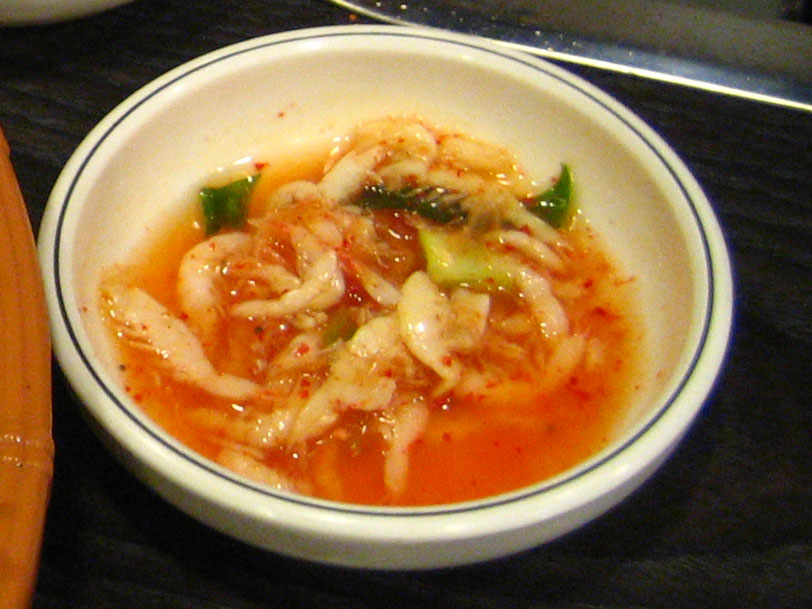
Saeujeot condimentado con guindilla

El saeujeot es un tipo de jeotgal, plato coreano salado y fermentado hecho de gambas pequeñas. Es el jeotgal más consumido junto con el myeolchijeot (멸치젓, jeot de anchoa salada) en Corea del Sur. El nombre consiste en dos palabras coreanas: saeu (새우, gamba) y jeot. El saeujeot se emplea ampliamente en la cocina de toda Corea, pero su uso principal es como ingrediente del kimchi. La gamba usada para hacer saeujeot se llama jeotsaeu (젓새우) y es más pequeña y tiene la cáscara más fina que la gamba normal.
La calidad del saeujeot depende en gran medida de la frescura de la gamba. Cuando hace calor, los pescadores pueden añadirle sal inmediatamente para una conservación inicial.

## Tipos
Los tipos de saeujeot dependen del tipo de gamba usada y cuándo se pescan.

### Primavera
El putjeot (풋젓) se hace con gamba pescada desde finales de enero en el calendario lunar hasta abril. Se llama deddeugi jeot (데뜨기젓) o dotddegi jeot (돗떼기젓) en la costa oeste de Corea del Sur. El ojeot (오젓) se hace con gamba pescada en mayo.

### Verano
El yukjeot (육젓, 六젓) se hace con gamba pescada en junio y se considera el jeot de mayor calidad. Es el saeujeot preferido para hacer kimchi por su rico sabor y el mayor tamaño de las gambas respecto a otros saeujeot. La gamba del yukjoet tiene cabeza y cola rojas. El chajeot (차젓) se hace con gamba pescada en julio.

### Otoño
El gonjaeng-ijeot (곤쟁이젓) o jahajeot (자하젓, 紫蝦젓) se hace con Neomysis awatschensis diminutos, una de las familias de gamba zarigüeya llamada gonjaeng-i o jaha (자하 紫蝦) en coreano. La gamba usada es la menor de todos los saeujeot. Se pesca en agosto y septiembre en pequeñas cantidades donde el agua dulce se mezcla con la marina del abismo del mar Amarillo. Cuando fermenta, el jeot cambia de transparente a violeta claro o marrón y se vuelve blando. El gonjaeng-ijeot se llama gogaemijeot (고개미젓) en la provincia de Jeolla. Es una especialidad local de Seosan-gun, provincia de Chungcheong.
El chujeot (추젓) se hace con gamba pequeña pescada en otoño, menores y más claras que las usada en el yukjeot. 

### Invierno
El dongjeot (동젓, 冬젓) se hace con gamba pescada en noviembre. El dongbaekha (동백하젓 冬白蝦) se hace con gamba pescada en febrero cuyo cuerpo es blanco y limpio.

### Otrosaeujeot
El tohajeot (토하젓, 土蝦젓) se hace con toha (토하 土蝦), una gamba pequeña pescada solo en aguas dulces limpias de los valles. Es una especialidad local de la provincia de Jeolla del Sur. También se llama saengijeot (생이젓).
El jajeot (자젓), comúnmente llamado japjeot (잡젓, literalmente ‘jeot mixto’), se hace con varios tipos de gamba pequeña sin una selección especial. El daetdaegijeot (댓대기젓) se hace con gamba que tiene una cáscara gruesa, dura y amarillenta. Se considera el saeujeot de peor calidad.
El saeualjeot (새우알젓) se hace con hueva de gamba roja mediada pescada en abril. Se presentaba a la corte real como producto local durante finales del periodo Joseon y actualmente solo se produce en Okgu-gun, provincia de Jeolla del Norte.